# Trolldalen, Nacka
Trolldalen är en dalgång (sprickdal) på 1–2 hektar omgiven av ett högt beläget skogsområde om ett tiotal hektar som är beläget i Nacka kommun på östra delen av Henriksdalsberget med Svindersviken åt söder.
Namnet Trolldalen har använts sedan 1700-talet och syftade då enbart på ravinen i mitten av höjden. Sedan bebyggelseplaner för området runt gatan Henriksdalsbacken framförts i mitten av 2010-talet har namnet kommit att användas för hela skogsområdet, först av motståndare till byggplanerna, inklusive i politiskt manifest av partiet Nackalistan, och senare även av en lokaltidning. Området har dock inget officiellt namn och skogsområdet omkring ravinen benämns av kommunen "naturmarken på östra delen av Henriksdalsberget".

## Naturvärden
Ravinen och dess kringområde är bevuxna med ädellövskog, hassel och relativt unga ekar. Höjderna omkring består av hällmarkstallskog. Här växer blåbär, ljung, liljekonvalj, fönsterlav, ängsull och flera arter av ormbunke. På sydsidan finns det en rik strandvegetation.
I och runt ravinen finns ett stort antal naturvärdesträd, dvs träd som är minst 200 år gamla, uppnår en viss storlek och är värdar för rödlistade arter. På höjderna runt dalen påträffas många lågor och torrakor, tallticka, fnöskticka, rävticka, blomkålssvamp, vintertagging, grovticka och svartöra. Därtill svart praktbagge och reliktbock. Här växer också sällsynta buskar och gräs som surbjörnbär, grusslok, murruta, skär kattost och vippärt. Det finns 35 rödlistade arter, 15 signalarter och 5 fridlysta arter på östra Henriksdalsberget, däribland några i Trolldalen.
Stiftelsen Pro Natura pekar ut tre delområden på Henriksdalsberget som naturklass 1 (nyckelbiotop), 5 delområden som naturklass 2 (naturvärdesobjekt) och 3 delområden som potentiella, biologiska värdekärnor i naturvärdesinventeringen, däribland Trolldalen med dess kringområde. Nacka kommun konstaterar i samrådsredogörelsen att området inte uppfyller kriterierna för att klassas som nyckelbiotop, men att det med tiden kan bli det om det lämnas opåverkat.

## Stigar, klättervägg och utsiktsplatser

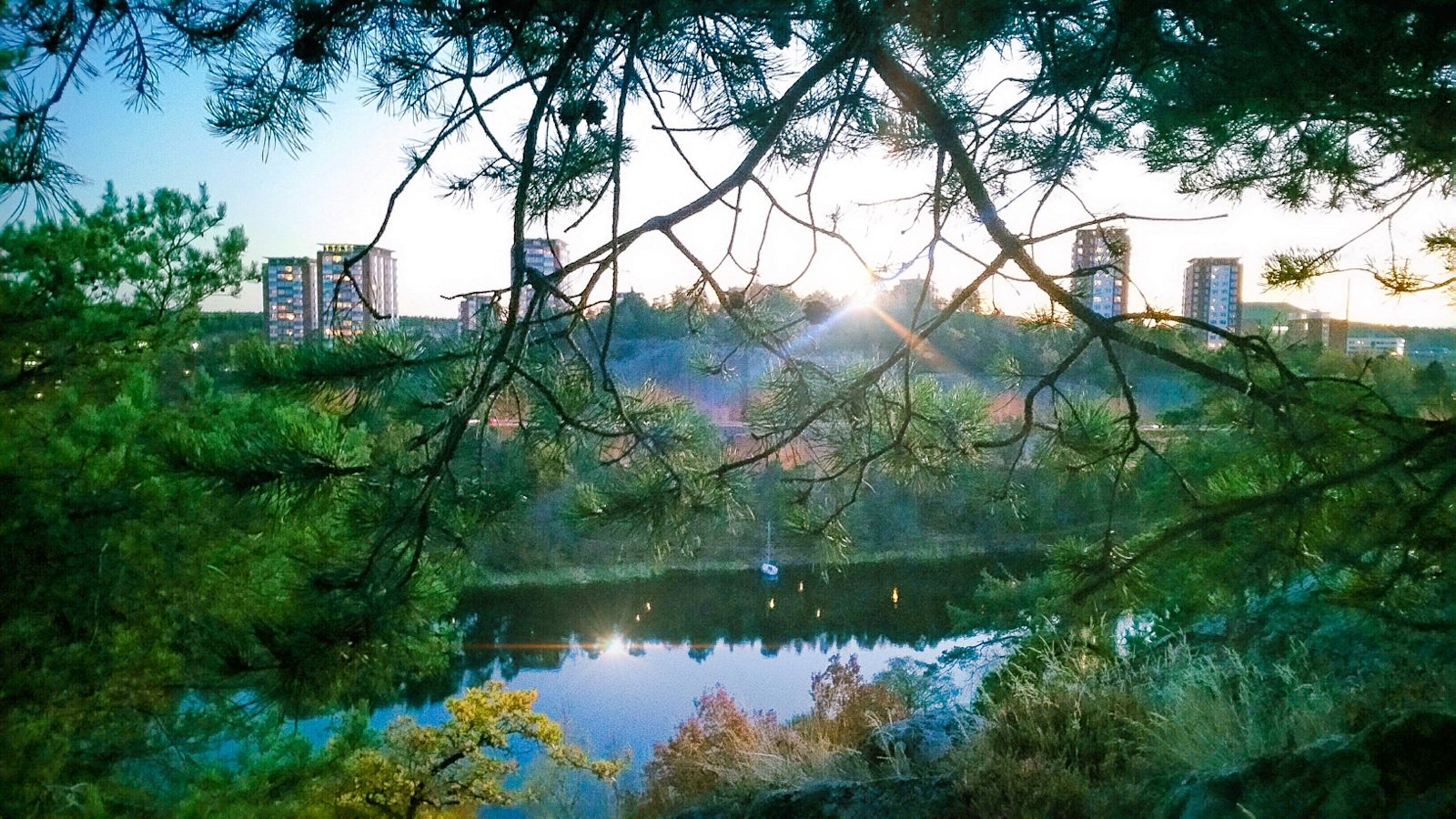
Alphyddan i Nacka sedd från höjd vid sidan av Trolldalen

Nacka kommun har gjort i ordning en gångväg genom ravinen mellan Henriksdalsringen och Svindersviksstranden bestående av bland annat en metalltrappa. Nedanför Trolldalen finns en strandpromenad runt Svindersviken längs med Finnboda båtklubb, Gäddvikens Seglings Sällskap och Svindersviks båtklubb. Väster om metalltrappan finns en klättervägg på ett bergstup mot Svindersviken.
Höjden intill ravinen har tre utsiktsplatser. En är belägen på en klippa öster om skogen och vetter mot Gäddviken, Finnboda, Ryssbergen och Svindersviken. En är belägen söder om skogen och vetter mot Svindersviken och Alphyddan. En tredje är belägen närmast Henriksdalsringen och vetter mot Svindersviken, Alphyddan och Ryssbergen.

## Historia
Kartor från 1700- till 1800-talet använder inte beteckningen Trolldalen för området utan Danvikens hospitals utmarker. Området ingick alltså då i hospitalets ägor. Däremot kallas viken nedanför i en arealmätningskarta från 1782 för Troldalsviken.
I tidningar från förra sekelskiftet omnämns Trolldalen som plats för predikan, utflykter, marscher, sillsexa och gökotta för metodister, nykterhetsföreningar och godtemplare och även samlingsplats för strejkande arbetare på Finnboda Varv 1903. "Finnboda arbetare höllo möte i den s.k. Trolldalen. Stämningen var hoppfull och man syntes allmänt vara ense om att hålla ut i det sista". 1918 ritades Gäddviken med Trolldalen av grafikern Gustaf Isander.
1902 exploderade luftballongen Svenske över Trolldalen och störtade med två passagerare från 1500 meters höjd. Ingen skadades.
Trolldalen förekommer också i fem av Per Anders Fogelströms böcker, däribland Mina drömmars stad där Emelie och ett par andra gör en utflykt till Trolldalen. Trolldalen var också namnet på en förskola på Henriksdalsberget.